# Villanueva (Casanare)
Villanueva é um município da Colômbia, localizado no departamento de Casanare.